# کی‌ای کینتانا
کی‌ای کینتانا (انگلیسی: Caye Quintana؛ زادهٔ ۲۰ دسامبر ۱۹۹۳) بازیکن فوتبال اهل اسپانیا است.
از باشگاه‌هایی که در آن بازی کرده‌است می‌توان به باشگاه فوتبال رکریتیوو اوئلوا و باشگاه فوتبال رئال وایادولید اشاره کرد.